# Françoise Lamnabhi-Lagarrigue
Françoise Lamnabhi-Lagarrigue, née en 1953, est une chercheuse française, dans le domaine de l'automatique, spécialisée dans l'étude des systèmes non linéaires. Elle est directrice de recherche émérite au CNRS, au Laboratoire des signaux et systèmes (L2S) à Orsay.
En 2019 elle reçoit le prix Irène Joliot-Curie de la Femme scientifique de l'année.

## Biographie
Après une maîtrise en mathématiques de l’Université Paul Sabatier de Toulouse, Françoise Lamnabhi-Lagarrigue obtient en 1980 un doctorat en traitement du signal et automatique à l'Université Paris-Sud. En 1985 elle passe sa thèse d’État ès sciences physiques dans la même université. 
En 1987 elle s'intéresse aux applications de l'automatique dans les secteurs automobile et aéronautique, lors de son stage postdoctoral à l'Université d’État de l'Arizona. 
Elle fonde en 1998 le premier réseau européen de recherche en automatique. 

## Récompenses
Françoise Lamnabhi-Lagarrigue reçoit en 2008 le prix Michel-Monpetit de l'Académie des Sciences.
Elle est la première femme à gagner le prix de l'automatique IFAC Fellow de l'International Federation of Automatic Control.
En 2016, elle est nommée au grade de Chevalier de la Légion d'Honneur.
En 2019, pour ses travaux de recherche en automatique, elle reçoit le prix Irène Joliot-Curie de la Femme scientifique de l'année.